# Jan van Katwijk
Jan van Katwijk (Oploo, 30 augustus 1946) is een voormalig Nederlands wielrenner. Hij boekte in totaal 28 zeges bij de profs waaronder de Acht van Chaam. Zijn broers Fons en Piet waren eveneens profwielrenner en Jans zoon Alain van Katwijk werd ook coureur. Na zijn actieve loopbaan begon Van Katwijk een fietswinkel in Waalre.

## Belangrijkste overwinningen
1968
- Ronde van Drenthe

1969
- Acht van Chaam

1970
- 1e etappe Deel A Ruta del Sol

1973
- GP Jef Scherens

## Resultaten in voornaamste wedstrijden
| Jaar | Ronde van Italië | Ronde van Frankrijk | Ronde van Spanje |
| ---- | ---------------- | ------------------- | ---------------- |
| 1969 |                  |                     | opgave           |
| 1970 |                  | 80e                 | opgave           |
| 1971 |                  | 87e                 | opgave           |
| 1972 |                  | buiten tijd         | 57e              |
| 1973 |                  |                     |                  |
| 1974 |                  |                     |                  |
| 1975 |                  |                     |                  |
| 1976 |                  | buiten tijd         | opgave           |
| 1977 |                  |                     |                  |
| 1978 |                  |                     |                  |

| Jaar | Milaan-San Remo | Gent-Wevelgem | Ronde van Vlaanderen | Parijs-Roubaix | Amstel Gold Race | Parijs-Tours |
| ---- | --------------- | ------------- | -------------------- | -------------- | ---------------- | ------------ |
| 1969 |                 |               |                      |                |                  | 26e          |
| 1970 | 12e             |               |                      |                |                  |              |
| 1971 |                 | 25e           | 25e                  |                | 47e              |              |
| 1972 |                 | 66e           | 32e                  |                |                  | 37e          |
| 1973 |                 | 31e           |                      |                |                  | 12e          |
| 1974 |                 |               | 46e                  | 11e            |                  |              |
| 1975 |                 |               |                      |                | 19e              |              |
| 1976 |                 | 37e           |                      |                |                  |              |
| 1977 |                 |               |                      |                |                  | 10e          |
| 1978 |                 |               |                      | 33e            |                  |              |